# Los ladrones somos gente honrada
Los ladrones somos gente honrada es una obra de teatro, escrita por Enrique Jardiel Poncela y estrenada en el Teatro de la Comedia de Madrid el 25 de abril de 1941.

## Argumento
La obra narra las peripecias de un robo de guante blanco en una casa burguesa de la España de mediados del siglo XX. Los propietarios son una pareja de recién casados, Daniel y Herminia. El problema es que el marido es un antiguo ladrón, Daniel se había enamorado de Herminia cuando preparaban el golpe en su hogar paterno. La operación se aborta y ambos contraen matrimonio. Tres meses después, el robo es planeado por los excompinches de Daniel para vengarse de la traición. A lo largo de la función entran y salen nuevos personajes, todos ellos con algún oscuro secreto que ocultar: los padres de la novia, el mayordomo, los criados..

## Algunas representaciones destacadas
- Teatro: 
  - Teatro Calderón de Madrid (1941): Intérpretes - Elvira Noriega (Herminia), Consuelo Nieva (Germana), Antonia Plana (Teresa), Carlos Lemos (Daniel), José Orjas (el Tío del Gabán), Fernando Fernán Gómez (Pelirrojo), Miguel Gómez Castillo (Castelar), José Rivero (Menéndez).
  - Teatro María Guerrero (1960): Intérpretes - Alfonso del Real.
  - Teatro C. C.  de la Villa de Madrid (1985): Intérpretes - Antonio Garisa, Vicente Parra, María Garralón, Charo Soriano, Mary Begoña.

- Cine:
  - Los ladrones somos gente honrada (1942),[1] de Ignacio F. Iquino: Intérpretes - Amparo Rivelles,  Matilde Artero, José Jaspe, Angelita Navalón, Antonio Riquelme, Joaquín Torréns, Mercedes Vecino.
  - Los ladrones somos gente honrada (1956),[2] de Pedro Luis Ramírez: Intérpretes - Carlos Miguel Solá (Daniel), Encarna Fuentes (Herminia),  José Luis Ozores, José Isbert, Rafael Bardem, Antonio Garisa, Julia Caba Alba, Antonio Ozores, Joaquín Roa, María Isbert, Juana Ginzo, Julio Goróstegui, Milagros Leal.

- Televisión: 
  - Teatro de humor (TVE, 11 de abril de 1965). Dirección: Gustavo Pérez Puig. Intérpretes - Jesús Puente (Daniel), Elisa Montés (Herminia), Mercedes Prendes, Valeriano Andrés, Luis Sánchez Polack, Julio Gorostegui, Valentín Tornos, Jesús Enguita, Blanca Sendino, Mercedes Borque.
  - Estudio 1 (4 de noviembre de 1979): Realización: Alfredo Castellón. Intérpretes - Manuel Tejada (Daniel), Teresa Rabal (Herminia), Queta Claver, Juanito Navarro (el Tío), Marisa Porcel, Pepe Ruiz, Teresa Hurtado, Covadonga Cadenas, Rafael Navarro, Maite Tojar.
  - Estudio 1 (20 de julio de 2006). Intérpretes - Juanjo Martínez (Daniel), Bea Segura (Herminia), Mario Pardo, Guillermo Montesinos, Lola Marceli, Teté Delgado, Luis Lorenzo, José Pedro Carrión.